# دونيي نيفيزدراسي
دونيي نيفيزدراسي (بالسيريلية Доњи Невиздраци) هي قرية في البوسنة والهرسك. وهي تقع في بلدية كونييتش التابعة لكانتون الهرسك-نيريتفا في اتحاد البوسنة والهرسك. طبقا لنتائج تعداد البوسنة عام 2013 لم تسجل فيها أي إحصائيات.

## التركيبة السكانية

### التطور التاريخي للسكان
| 1961 | 1971 | 1981 | 1991 | 2013 |
| ---- | ---- | ---- | ---- | ---- |
| 34   | 41   | 40   | 22   | 0    |

### توزيع السكان حسب الجنسية (1991)
في عام 1991 كان عدد سكان القرية 22 نسمة وكلهم من الكروات.

## وصلات خارجية
- Maplandia (بالإنجليزية)